# Поверхневий заряд
Поверхневий заряд — це електричний заряд, присутній на двовимірній поверхні. Ці електричні заряди обмежені на цій 2-D поверхні, і густина поверхневого заряду, виміряна в кулонах на квадратний метр (C•m−2), використовується для опису розподілу заряду на поверхні. Електричний потенціал є безперервним через поверхневий заряд, а електричне поле є розривним, але не нескінченним; це відбувається, якщо поверхневий заряд не складається з дипольного шару. Для порівняння, потенціал і електричне поле розходяться при будь-якому точковому або лінійному заряді.
У фізиці в стані рівноваги ідеальний провідник не має заряду всередині; замість цього весь заряд провідника знаходиться на поверхні. Однак це стосується лише ідеального випадку нескінченної електропровідності; більша частина заряду справжнього провідника знаходиться в глибині скін-шкіри поверхні провідника. Для діелектричних матеріалів при застосуванні зовнішнього електричного поля позитивні та негативні заряди в матеріалі злегка рухатимуться в протилежних напрямках, що призводить до щільності поляризації в об'ємному тілі та пов'язаного заряду на поверхні.
У хімії існує багато різних процесів, які можуть призвести до заряджання поверхні, включаючи адсорбцію іонів, протонування або депротонування та, як обговорювалося вище, застосування зовнішнього електричного поля. Поверхневий заряд створює електричне поле, яке викликає відштовхування та притягання частинок, впливаючи на багато колоїдних властивостей.
Поверхневий заряд практично завжди виникає на поверхні частинки, коли вона поміщається в рідину. Більшість рідин містять іони, позитивні (катіони) і негативні (аніони). Ці іони взаємодіють з поверхнею предмета. Ця взаємодія може призвести до адсорбції деяких з них на поверхні. Якщо кількість адсорбованих катіонів перевищує кількість адсорбованих аніонів, поверхня матиме сумарний позитивний електричний заряд.